# Georg Zelow
Georg Zelow, född 1638, död 15 februari 1708 på Gammalstorp i Tuns socken, var en svensk militär.
Zelow blev student vid Uppsala universitet 1645 och kornett vid Israel Ridderhielms regemente 1655. Han blev svårt sårad och tillfångatagen av tartarer i slaget vid Lyck 28 september 1656. Zelow utlöstes av Arvid Wittenberg och kom hem på hösten 1657. Han deltog som kapten för ett kompani dragoner under Rutger von Ascheberg i kriget mot Danmark 1658–1660 och erhöll majors fullmakt 1668. Zelow blev major vid Bünsows kavalleriregemente 1672, överstelöjtnant vid Västgöta kavalleriregemente 1675, transporterades 1677 till Livregementet till häst och var 1677–1679 tillförordnad chef för regementet och förde befälet över det i slaget vid Landskrona och övriga strider regementet deltog i under skånska kriget. Han var chef för Västgöta kavalleriregemente 1679–1708.
Georg Zelow var son till överstelöjtnant Christer Zelow och friherrinnan Christina Gyllenstierna af Lundholm. Han skrev sig till Blankaholm och Vinketomta. Georg Zelow var från 1692 gift med Christina Dorothea Posse af Säby. Han och hans hustru gav 1707 en altaruppsats, utförd av Caspar Schröder, till Vimmerby kyrka, där de blev begravna.